# NLRP3
NLRP3（NLR family pyrin domain containing 3）は、ヒトでは1番染色体長腕に位置するNLRP3遺伝子にコードされるタンパク質である。以前はNALP3（NACHT, LRR and PYD domains-containing protein 3）、クリオピリン（cryopyrin）と呼ばれていた。
NLRP3は主にマクロファージで発現しており、インフラマソームの構成要素として、細胞外ATPや結晶性の尿酸など損傷細胞由来の産物を検出する。これらによって活性化されたNLRP3は免疫応答を開始する。NLRP3遺伝子の変異は、多くの器官特異的な自己免疫疾患と関係している。

## 構造
NLRP3遺伝子はパイリン（pyrin）様タンパク質NLRP3をコードし、NLRP3タンパク質にはパイリンドメイン（PYD）、ヌクレオチド結合部位（NBS）ドメイン、ロイシンリッチリピート（LRR）モチーフが含まれる。NLRP3はASC（apoptosis-associated speck-like protein containing a CARD）のPYDと相互作用する。ASCのようにCARDドメインを持つタンパク質は、炎症や免疫応答に関与することが示されている。

## 機能
NLRP3は自然免疫系の構成要素であり、病原体関連分子パターン（PAMP）を認識するパターン認識受容体（PRR）として機能する。NLRP3はPRRのNOD様受容体サブファミリーに属し、アダプタータンパク質ASC（PYCARD）とともに、NLRP3インフラマソームと呼ばれるカスパーゼ-1活性化複合体を形成する。活性化シグナルが存在しない場合、NLRP3は細胞質基質でHsp90、SGT1と複合体を形成した不活性状態に維持される。NLRP3インフラマソームは、損傷細胞から放出される結晶性尿酸や細胞外ATPなどのデンジャーシグナルを検知する。これらのシグナルは、Hsp90、SGT1をインフラマソーム複合体から放出し、ASCとカスパーゼ-1をリクルートする。活性化されたNLRP3インフラマソーム複合体内のカスパーゼ-1は、炎症性サイトカインであるIL-1βを活性化する。
NLRP3は、細胞膜に位置する機械受容チャネルからのカリウムの流出による、細胞内カリウム濃度の変化によっても活性化されるようである。NLRP3は活性酸素種によっても調節されているようであるが、その正確な機構は明らかにされていない。
NLRP3は、STAT6とSPDEFを活性化することで肺炎球菌Streptococcus pneumoniae感染からの保護をもたらしていることが示唆されている。

## 病理
NLRP3遺伝子の変異はクリオピリン関連周期熱症候群（CAPS）と呼ばれる優性遺伝自己免疫疾患群と関係している。この症候群には、家族性寒冷蕁麻疹（FCAS）、マックル-ウェルズ症候群（MWS）、慢性乳児神経皮膚関節症候群/新生児期発症多臓器系炎症性疾患（CINCA/NOMID）、Keratoendotheliitis fugax hereditariaが含まれる。
この遺伝子の欠陥は家族性地中海熱とも関連づけられている。さらに、NLRP3インフラマソームは痛風、出血性脳卒中、そしてアルツハイマー病、パーキンソン病、プリオン病などのタンパク質ミスフォールディング病で生じる神経炎症に関与している。痛風、2型糖尿病、多発性硬化症、アルツハイマー病、アテローム性動脈硬化など多くの疾患のマウスモデルにおいて、NLRP3インフラマソームの欠失によって症状の緩和がみられることが示されている。β-ヒドロキシ酪酸はNLRP3の活性化を遮断するため、これらの疾患の多くに有効である可能性がある。
NLRP3の調節異常は発がんとつながっている。例えば、ヒトの肝細胞癌ではNLRP3インフラマソームの全ての構成要素がダウンレギュレーションされているか完全に失われている。

## 阻害
NLRP3インフラマソームは、炎症を背景とするさまざまな疾患の創薬標的として注目されている。ジアリールスルフォニルウレアMCC-950は、強力かつ選択的なNLRP3阻害剤として同定されている。Nodthera社とInflazome社は、NLRP3阻害剤の第I相臨床試験を開始している。他のNLRP3アンタゴニストとしては、ダパンストリル（OLT1177）がある。このβ-スルホニルニトリル化合物は、Olactec Theraputics社によって開発された選択的なNLRP3阻害剤である。ダパンストリルは、心不全、変形性関節症、痛風性関節炎の治療薬として臨床試験が行われている。